# Les Carolines

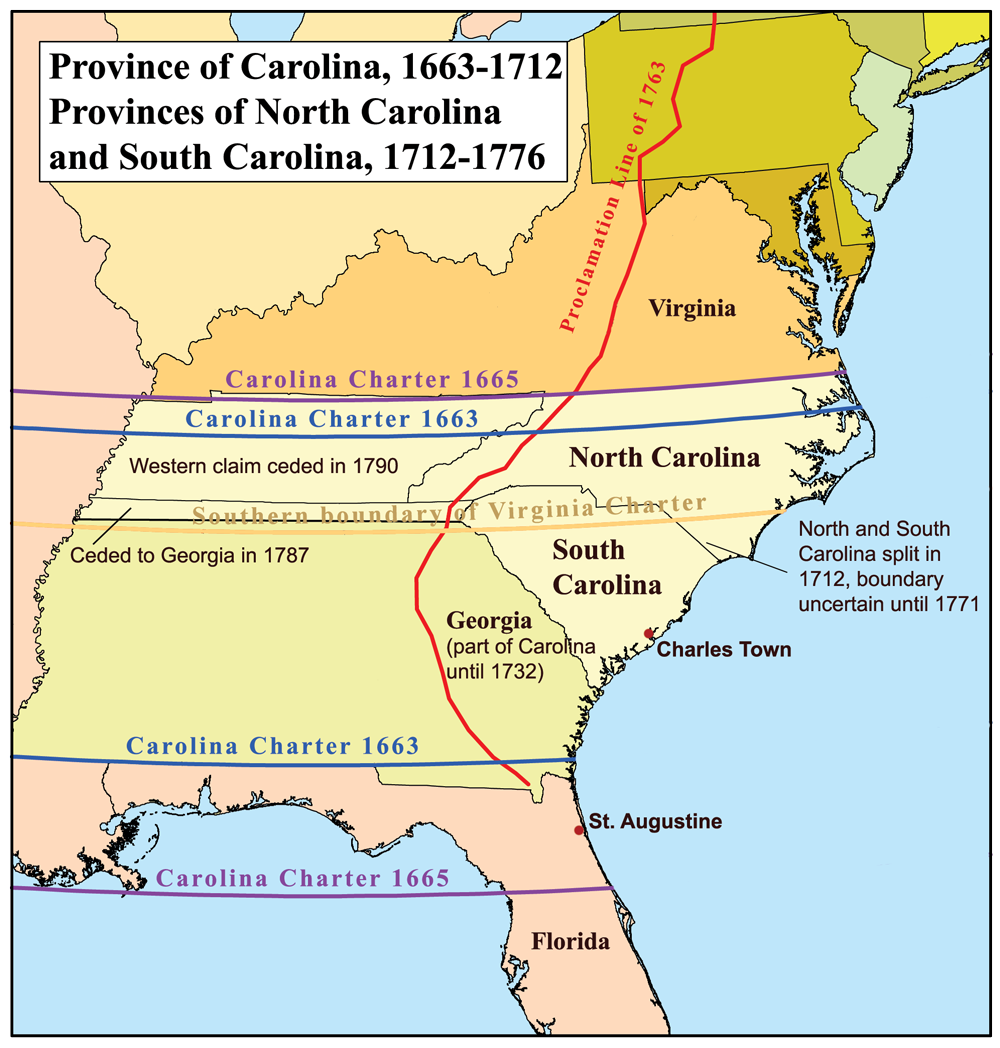
Amb anterioritat a la seva formació com a estats independents, les Carolinas formaven part de la Província de Carolina.

Les Carolines (en anglès The Carolinas) és el nom genèric per referir-se en conjunt als estats de Carolina del Nord i de Carolina del Sud als Estats Units. L'ús principal d'aquest terme sol trobar-se en referències fetes a aquests estats en descripcions, relats i estudis respecte a la Guerra Civil Nord-americana, on tots dos estats van abraçar la causa confederada.
Les Carolines van ser conegudes com la Província de Carolina durant el període colonial nord-americà, de 1663 a 1710. Amb anterioritat aquestes terres eren considerades part de la Colònia de Virgínia, entre 1609 i 1663. La Província de Carolina va rebre el seu nom en honor de Carles I d'Anglaterra.